# 平和堂

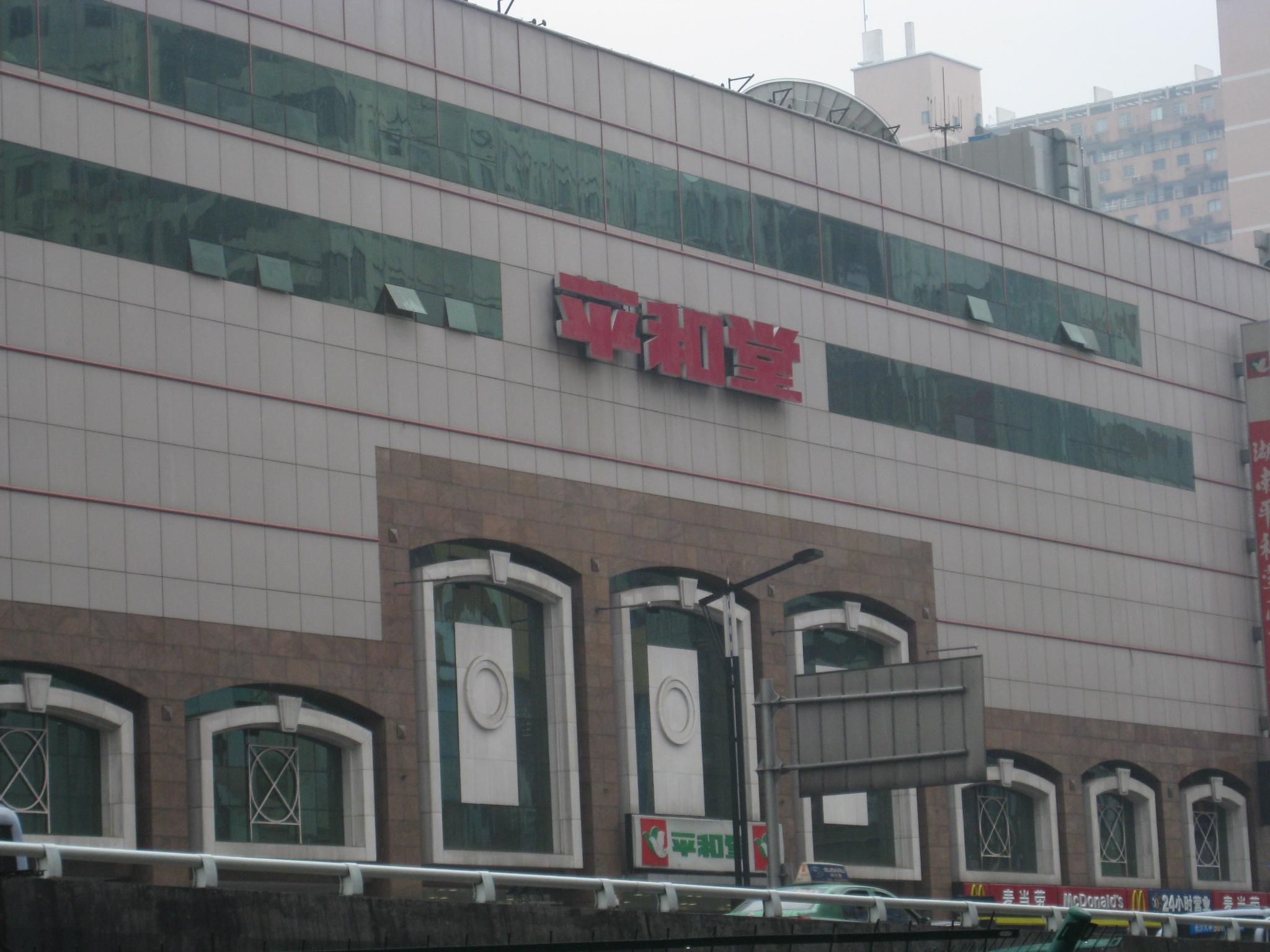
平和堂商贸大厦

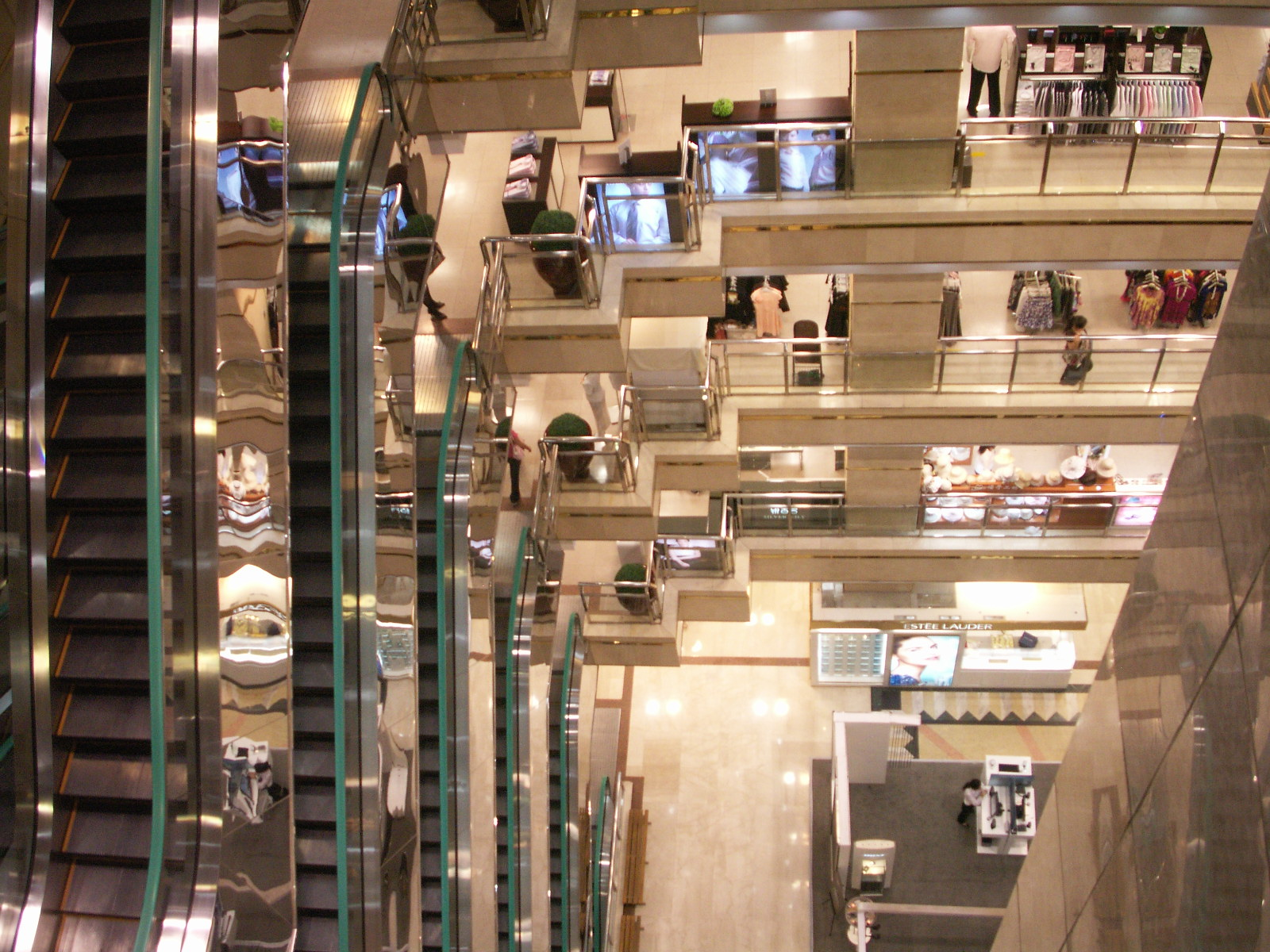
里面

平和堂为一家日本商号（株式会社），总部位于日本国滋贺县彦根市，创立于1957年，创始人、现任会长为滋贺县人夏原平次郎。商号网点分布于日本滋賀縣、京都府、大阪府、兵庫縣、福井县、石川县、富山县、岐阜縣和愛知縣，1998年在中国大陆的湖南省长沙市设有合资公司——湖南平和堂实业（湖南平和堂商贸大厦）。公司成立于1994年12月，累计投资9600万美元, 在长沙市五一广场兴建和经营平和堂商贸大厦。商厦于1998年11月8日隆重开业。商场营业面积51,800平方米，功能完备的写字楼面积31,600平方。
2012年9月15日，因中日钓鱼岛归属权争议愈演愈烈，导致长沙市部分情绪失控的反日群众冲击湖南平和堂，平和堂遭打砸抢而造成一定损失。

## 外部連結
- 平和堂 企業網站（日文）

- 平和堂（中国）有限公司 （页面存档备份，存于）